# Наньгун
Наньгу́н (кит. упр. 南宫, пиньинь Nángōng) — городской уезд городского округа Синтай провинции Хэбэй (КНР). Название связано с тем, что во времена династии Чжоу здесь жил Наньгун Ко из царства Лу.

## История
Во времена империи Хань был создан уезд Наньгун (南宫县); он был расформирован при империи Северная Ци.
При империи Суй в 586 году уезд был создан вновь. При империи Сун в 1052 году из уезда Наньгун был выделен уезд Синьхэ, а сам уезд Наньгун был расформирован, но в 1073 году был создан опять, а уезд Синьхэ был к нему присоединён.
При империи Юань уезд Синьхэ был опять выделен из уезда Наньгун.
В августе 1949 года был создан Специальный район Синтай (邢台专区), и уезд вошёл в его состав. В мае 1958 года Специальный район Синтай был расформирован, и уезд Наньгун вошёл в состав Специального района Ханьдань (邯郸专区). В декабре 1958 года к уезду Наньгун были присоединены уезды Вэйсянь и Цинхэ. В мае 1960 года Специальный район Ханьдань был расформирован, и уезд Наньгун перешёл под юрисдикцию города Ханьдань. В мае 1961 года Специальный район Синтай был создан вновь, и уезд Наньгун опять вошёл в его состав. В июле 1961 года из уезда Наньгун были вновь выделены уезды Вэйсянь и Цинхэ. В 1969 году Специальный район Синтай был переименован в Округ Синтай (邢台地区).
В 1986 году решением Госсовета КНР уезд Наньгун был преобразован в городской уезд. В 1993 году решением Госсовета КНР были расформированы округ Синтай и город Синтай, и образован Городской округ Синтай.

## Административное деление
Городской уезд Наньгун делится на 4 уличных комитета, 6 посёлков и 5 волостей.

## Экономика
В зоне экономического развития построены «умные теплицы», в которых выращивают овощи и фрукты на гидропонике и субстрате.

## Знаменитые уроженцы
- Шан Сяоюнь (кит. 尚小雲; 1900—1976) — исполнитель ролей женского амплуа «дань» в Пекинской опере.